# Là où les putains n'existent pas
Pour plus de détails, voir Fiche technique et Distribution.
Là où les putains n'existent pas est un film documentaire réalisé en 2017 par Ovidie et sorti en 2018.

## Synopsis
Le documentaire raconte le parcours de Eva-Marree Kullander-Smith, dite « Jasmine Petite », assassinée de 31 coups de couteau par son ancien compagnon dans le bureau des services sociaux suédois le 11 juillet 2013. Malgré son passé de violence, ce dernier avait obtenu la garde de leurs deux enfants lorsque les services sociaux ont découvert qu'elle avait travaillé comme escort pendant deux semaines. Malgré de nombreuses démarches pendant trois ans, les services sociaux refusent de lui rendre la garde de ses enfants. Elle devient alors porte-parole pour le syndicat suédois des travailleurs du sexe.
À travers les témoignages des proches d'Eva Marree, la réalisatrice Ovidie dénonce la politique de l'État suédois pour « éradiquer la prostitution ». En effet, en 1999, la Suède est le premier pays à sanctionner les clients de prostituées.

## Fiche technique
- Titre original : Là où les putains n'existent pas
- Titre anglais : Everything's Better than a Hooker
- Réalisation : Ovidie
- Scénario : Ovidie
- Musique originale : Geoffroy Delacroix
- Photographie : Corentin Coëplet
- Montage : Claude Trinquesse
- Sociétés de production : Arte France
  - En coproduction avec Magneto Presse
- Société de distribution (vidéo) : Njutafilm (Suède)
- Pays d'origine :  France
- Langue originale : français
- Durée : 56 mintes
- Format : couleurs - 16:9
- Genre : documentaire
- Date de sortie :
  - France : 6 février 2018

## Genèse
En 2013, alors qu'elle travaille pour Metronews, Ovidie découvre l'histoire d'Eva-Marree Kullander grâce à des militants du travail du sexe et des mouvements féministes de Scandinavie. L'histoire est alors traitée comme un banal fait divers par les médias suédois locaux. À cette époque, le modèle suédois - qui criminalise les clients de prostitué - est considéré comme « idyllique » et la réalisatrice décide de creuser cette histoire qui l'obsède.

## Critiques
Selon Hélène Marzolf, dans Télérama, « ce film engagé met à mal la perfection d’un modèle loué dans le monde entier, et engage un débat d’autant plus instructif que la France applique depuis 2016 la législation suédoise de pénalisation du client ».
Pour Libération, « le docu prend presque des allures de dystopie flippante quand il montre une séance de « thérapie de rééducation » imposée par l'État aux ex-prostituées exhortées à se repentir et à leurs clients ».

## Distinction
- Festival international du film de Thessalonique 2017 : Prix Amnesty International[6].